# Turbinicarpus hoferi
Turbinicarpus hoferi ist eine Pflanzenart in der Gattung Turbinicarpus aus der Familie der Kakteengewächse (Cactaceae). Das Artepitheton hoferi ehrt den Schweizer Kakteensammler Anton Hofer.

## Beschreibung
Turbinicarpus hoferi wächst einzeln mit graugrünen, niedergedrückt kugelförmigen Körpern und hat Faserwurzeln. Die Körper erreichen Durchmesser von 3 bis 5 Zentimeter. Ihre Höcker sind gerundet bis rhomboid. Die Dornen sind dimorph. Bei Jungpflanzen sind 6 bis 13 weiße Dornen vorhanden, die kammförmig angeordnet sind. Ausgewachsene Pflanzen besitzen 4 bis 7 nadelige, nicht korkige Dornen die grau mit einer dunkleren Spitze sind und 3 bis 5 Millimeter lang werden.
Die weißen Blüten sind 2,5 Zentimeter lang und weisen Durchmesser von 1,5 bis 2 Zentimetern auf. Die anfangs grünlichen Früchte werden später bräunlich. Sie erreichen eine Länge von 5 bis 7 Millimeter und einen Durchmesser von 3,5 bis 4 Millimeter.

## Systematik, Verbreitung und Gefährdung
Turbinicarpus hoferi ist im Süden des mexikanischen Bundesstaates Nuevo León verbreitet.
Die Erstbeschreibung erfolgte 1991 durch Jonas Martin Lüthy und Alfred Bernhard Lau. Ein nomenklatorisches Synonym ist Pediocactus hoferi (Lüthy & A.B.Lau) Halda (1998).
Turbinicarpus hoferi wird in Anhang I des Washingtoner Artenschutz-Übereinkommens geführt. In der Roten Liste gefährdeter Arten der IUCN ist sie als „Critically Endangered (CR)“, d. h. vom Aussterben bedroht eingestuft.

## Nachweise